# رأرأة
الرَّأْرَأَةُ أو ترجرج الحدقة الاضطراري (بالإنجليزية: Nystagmus) : هو شكل من حركات العين اللاإرادية (أو الإرادية في بعض الحالات النادرة)، التي تكتسب في مراحل الطفولة المبكّرة، أو في مراحل لاحقة، وتؤدي إلى درجة من القصر أو الرؤية المحدودة. نظراً لأنها لا إرادية في معظم الحالات، فيطلق عليها أيضا «العيون الراقصة».
يمكن للفرد تثبيت النظر على نقطة معينه بينما يتحرك رأسه حول محاور عِدّة. هذه القدرة على المحافظة على ثبات الصورة المرئية البعيدة بينما يدور الرأس حول محور معين، تتم من خلال تزامن دوران العينين حول نفس المحور ولكن بالاتجاه المعاكس. تستشعر الأنفاق الهِلاليّة الموجودة في الدّهليز الأُذُنيّ حركة ووضعيّة الرأس، وتقوم بإرسال إشارات إلى نواة حركة العين في الدماغ، الذي يُرسِل بدوره إشارات إلى عضلات خارج المُقْلة لتحريكها بالإتجاه المطلوب للمحافظة على ثبات الصورة المرئية البعيدة بينما الرأس في حالة حركة. تحدث الرأرأة عندما يتم تحفيز الأنفاق الهِلاليّة دون أن يكون الرأس في حركة. يكون اتجاه حركة رأرأة العين متماشياً مع النفق الهلالي الذي تم تحفيزه.
هناك نوعان رئيسيّان للرأرأة: المَرَضِيّة والفيزيولوجيّة، مع وجود تقسيمات فرعية داخل كل نوع. قد تنتج الرأرأة عن اضطرابات خلْقيّة أو عصبيّة أو سُمّيّة، أو كأثر جانبي لدواء، أو كحول، أو نتيجة لحركة دورانية.
بينماكانت الرأرأة تُعتَبر سابقاً غير قابلة للعلاج، وتم في السنوات الأخيرة تحديد العديد من الأدوية لعلاجها. يجدر الذكر بأن الرأرأة تكون أحياناً مصحوبة بالدّوار.

## التشخيص
الرأرأة هي عَرَض يستوجب على الُمشخِّص التدقيق لملاحظته. يمكن تشخيص الرأرأة سريرياً عن طريق استخدام تقنيات غير عدوانية لتسجيل حركة العين مما أدى إلى زيادة دقة وفهم هذا العَرَض.
يمكن تشخيص الرأرأة سريرياً بعدّة فحوص غير باضِعة، أبسطها الفحص أو الاختبار الحَرورِيّ، حيث يتم في هذا الفحص تعريض الصماخ الظاهر للأذن للماء أو الهواء الساخن أو البارد، وذلك لتحفيز النفق الهلالي الأفقي في الدهليز لتوليد الرأرأة.
يتم تسجيل حركة العين وتقييمها باستخدام مِخطاط كَهْربية الرّأرأة (Electronystagmograph) (جهاز كهربائي لتسجيل حركة العين باستخدام أقطاب خارجية توضع حول العين)،  أو باستخدام تقنية أقل عدوانية تعرف ب(Videonystagmograph)،  حيث يتم تسجيل حركة العين باستخدام كاميرات ڤيديو صغيرة يركبهاختصاصيُّ السَّمَع. تستخدم كراسي كهربائية مع وجود ضوابط للتحكم بها لأرجحتها تحفيزالرّأرأة التدويرية.
خلال الأربعين سنة الأخيرة تم توظيف تقنيات موضوعية لتسجيل حركة العين مما أدى إلى زيادة دقة وفهم هذا العَرَض.
يُمكن استخدام الأُسْطُوَانَة العينية الحركية (بالإنجليزية: Optokinetic drum) أو مِخطاط كَهْربية الرّأرأة لتقييم حركة عين المريض.
ويمكن أن تحدث رأرأة العين بسبب تعديل وضعية العين للتركيز على جسم متحرك، أو بسبب أمراض، أو الدوران المستدام، أو العقاقير.
يجب عدم الخلط بين الرأرأة وأي اضطراب في حركة العين (اهتزازات رمشية ) مشابه لها كمتلازمة ترجرج العيون والاختلاج العضلي، وخفقان عدسة العين والتي تكون على شكل حركة رمشية سريعة، بينما الرأرأة تكون على شكل حركة بطيئة باتجاه معين يتخللها حركة رمشية أسرع بالاتجاه المعاكس. يصعب التمييز بين الحالتين دون استخدام تقنيات خاصة للتشخيص.
يمكن أن تكون الرّأرأه حميدة، أو قد تكون نتيجة مشكلة بصرية أو عصبية.

### الرأرأة المَرَضيّة (باثولوجية)
تتميز الرأرأة المرضية بذبذبة عينية ثنائية الطور متعاقبة مع حركة عين بطيئة. تتألف الرَّأرأة من حركة رَمشيّة سريعة، تجلب العين نحو هدف معين، تتخللها حركة أبطأ تُحرِّك العين بعيداَ عن الهدف، وتوجد علاقة بين سرعة حركة العين في كلا المرحلتين، ويمكن اعتبار هذه السرعة كمقياس لكفاءة منظومة الحافز/الاستجابة.
عندما تحصل الرَّأرأة خارج الإطار الفسيولوجي، فإنها تعتبر مَرَضيّة (باثولوجية) و تنتج عن خلل في إحدى مكونات الجهاز الدِّهليزي في الأُذن، ومنها الأنفاق الهِلاليّة، غُبار التوازنو المُخَيخ الدِّهليزي (العَرِيق).
تؤدي الرَّأرأة إلى درجات متباينه من خلل في الرؤية. كما أن العديد من المكفوفين يعانون من الرّأرأة، وهذا هو أحد الأسباب التي تستدعي من البعض ارتداء نظَّارات ذات عدسات داكنة.

#### الأنواع
- رأرأة مَركَزيّة (central): على سبيل المثال الرأرأة العُلْويّة أو الرأرأة السُّفلية الناتجة عن آفة في المخ الأوسط أو المخيخ. يجدر بالذكر بأن الرأرأة المركزية تنتج عن خلل لا علاقة له بالجهاز الدِّهليزي .
- رأرأة مُحيطيّة (peripheral): تنتج عن خلل طبيعي أو مرضي (غير طبيعي) بالجهاز الدِّهليزي، وقد تجمع حركة العين بين العنصر الدوراني مع العنصر الرأسي أو الأفقي. و تكون الرأرأة المُحيطيّة تلقائية، أو وضْعيّة، أو مُستثارة.
  - رأرأة الحَملَقة: تحدث أو تتفاقم نتيجة لتغير اتجاه النّظر من أو إلى جهة معينة.
  - رأرأة وَضْعيّة: تحدث عند تغيير وضعية الرأس، [17] و يعتبر دُوارُ الوَضْعَة الِانْتيابِي الحَمِيْد (BPPV) مثال على حالة مَرَضيّة تشتمل على الرأرأة الوضعية كعَرَض.
  - رأرأة تالِيَة للتَّدْوير: تحدث بعد دوران أو هز الرأس سريعاً.
  - رأرأة تلقائيّة: تحدث عشوائياً وبغض النظر عن وضعية رأس المريض.

### الرأرأة الفيزيولوجية
تعتبر جزء من المُنْعَكَس الدِّهليزيُّ العَينيّ (vestibulo-ocular reflex)، و هي شكل من حركات العين اللإرادية، وتتصف الرأرأة الفيزيلوجية بحركة بطيئة باتجاه معين يتخللها حركة رمشية أسرع بالاتجاه المعاكس.

#### اختلافات
و يُعرَّف اتجاه حركة الرأرأة بنفس اتجاه الحركة الرمشية الأسرع، ففي الرأرأة العُلويَّة، على سبيل المثال، يكون اتجاه حركة العين الأسرع باتجاه الأعلى. قد تكون ذبذبة العين ضمن مستوى رأسي،  أو أفقي، أو التوائيّ، أو ضمن أكثر من مستوى بنفس الوقت.
تُسمّى الرأرأة تبعاً للوصف الإجمالي للحركة، فمثلاً قد تُسمى رأرأة عُلوية أو رأرأة سُفلية أو رأرأة تأرجحية، بحسب وصف حركة الرأرأة. و قد تكون التسمية مضلِّلة، إذ أن الوصف الإجمالي المبني على أساس الفحص السريري قد لا يكون دقيقاً لتحديد مسار الحركة الحقيقي.

#### الأنواع
- رأرأة عَينيّة حَرَكيّة (Opticokinetic): تنتج عند النظر على محفزات بصرية متحركة، مثل النظر على خطوط طولية أوعرضية متحركة أو قرص مُخَطَّط أثناء دورانه. أو عندما يكون الشخص متحركا ويراقب شيئاً ثابتاً كما في القطار، حيث تتبع العينين الهدف وتتحركان للخلف حتى يصبح الشيء خارج الحقل البصري ثم تتحركان من جديد للأمام بحركة أسرع لتثبيت النظر على هدف آخر وهكذا، وهذا ما يُسمى ب «رأرأة القطار». تعتبر الرأرأة العَينيّة الحَرَكيّة مصدر فهم المُنْعكس المُثبِّت للعَين (fixation reflex).[19]
- رأرأة تالِيَة للتَّدْوير (postrotatory): وتحصل هذه الرأرأه إذا دار شخص في كرسي سريعاً ثم توقّف فجأة. تشتمل الرأرأة الناتجة على حركة سريعة تكون بعكس اتجاه دوران الكرسي، وحركة بطيئة بنفس اتجاه الدوران.[19]

## الأسباب
قد تكون الرّأرأة المَرَضيّة خِلقِيّة، مجهولة السبب، أو نتيجه اضطراب عصبي موجود مسبقاً. و قد تَنتُج مؤقتاً عن الارتباك (مثلاً؛ نتيجة لركوب سِكّة حديديّة دوّارة بمدينة الملاهي)، أو عن بعض العقاقير (الكحول والمسكِّنات، الادوية المستنشقة، المنشّطات، وعقاقير الهلوسة).

### الرّأرأة مبكرة البداية
الرأرأة مبكِّرة البداية هي الأكثر شيوعاً مقارنة بالرأرأة المُكتسبة، وتحدث بصورة منعزلة أو قد ترافق اضطرابات أُخرى (شُذوذات العيون الصغرى، أو متلازمة داون، مثلاً). في العادة، تكون الرأرأة مبكِّرة البداية مُعتدلة وغير تقدميّة، ولا يلاحظها الشخص المصاب بها، لكن من الممكن أن يَتأثَّرُ نظرهُ بحسب درجة الخلل في حركة العين.
أنواع الرأرأة مبكِّرة البداية:
- طِفلي، ويشتمل على:
  - المَهَق (البَرَص).
  - انْعِدام القزحيّة.
  - سادٌّ خِلْقِيّ (congenital cataract).
  - نقص تنسُّج العصب البصري ثنائي الجانب.
  - مجهول السبب.
  - كُمنَة خِلقيَّة (Leber's congenital amaurosis).
  - أمراض العصب البصري أو باحَة البُقْعة (macula).
  - الغِلالَة الوعائِيَّة للعَدَسة المُسْتديمة (persistent tunica vasculosa lentis).
  - عَمى الألوان التَّامُّ النَّبابيتِيّ.
  - متلازمة البصرية-الحركية الناتج عن أُحادية العين الوظيفيّة (visual-motor syndrome of functional monophthalmos).
- الرّأرأة الخافِيَة.
- متلازمة نوونان.
- متلازمة انسداد الرَّأرأة (nystagmus blockage syndrome).

الرأرأة الطِّفلية المرتبطة بالإكس (X-linked)، تصاحبها طفرات في الجين (FRMD7) الموجود على الصِّبْغي أو كروموسوم X.
الرّأرأة الطِّفلِية تُصاحب أيضاً مَرَضَين آُخرَيين مرتبطين بالصِّبْغي X؛ العَشى الخِلْقي الكامل (CSNB) و العشى الخِلقي الجُزئيّ (CSNB-2), كلا المرضين يُسببهما طفرات في أَحَد الجينين المتواجدين على الصِّبغي X. توجد الطفرات على (NYX) (Nyctalopin ) في العشى الكامل. بينما تحدث الطفرات في العشى الجزئي في (CACNA1F) و هي قنوات لنقل الكالسيوم، مما يؤثر على عملها.

### الرأرأة المُكتسبة
- الأمراض التالية يصحبها عَرَض الرّأرأة:
  - انعدام القزحيّة.
  - دُوار الوَضْعة الانْتيابيُّ الحَمِيد (BPPV).[25]
  - أورام المخ ( ورم أرومي نُخاعي، ورم نجمي، أو أي ورم في الحفرة الخلفية).
  - إصابة في الرأس.
  - المتلازمة النُّخاعية الجانبية (Lateral Medullary Syndrome).
  - مرض منيير (Ménière's disease) و غيره من اضطرابات التوازن.
  - تصلب لُويحي.
  - نقص تَنَسُّج العصب البصري.
  - داءُ ميرتسباخَر-بِيلِيتساوُس ( تَصَلُّبُ الفَصِّ المَرْكَزِيِّ العائِلِيّ).
  - متلازمة تفرز الفتحة العلوية للنفيق الطبلي (Superior canal dehiscence syndrome).
  - سكتة دماغية (و هي السبب الأكثر شيوعاً في المرضى الأكبر عمراً).
  - ظاهرة توليو (Tullio phenomenon).
  - متلازمة فيرنيك كورساكوف.
  - مرض ويبل (Whipple's disease).
- و قد تُكتسب الرأرأة نتيجة للأسباب الأيَضيّة أو السُّميّة الآتية:
  - تسمم كُحولي.
  - الأمفيتامينات.
  - الباربيتورات.
  - البنزوديازيبينات.
  - كيتامين.
  - الليثيوم.
  - مضادات الاختلاج أو المهدئات.
  - فينسيكليدين (PCP).
  - الفينيتوين (Dilantin).
  - الساليسيلات
  - مضادات الاكتئاب (SSRIs).
  - نقص الثيامين.
  - اعتلال دماغي فيرنيكي.
- و قد تُكتسب الرأرأة نتيجة اضطرابات في الجهاز العصبي المركزي.اضطرابات المخيخ تسبب رأرأة العين في أي اتجاه، بما في ذلك الأفقي. الرأرأة العمودية تكون في العادة مركزية الأصل، لكنها تعتبر أيضاً عَرَض شائع لسُميّة الفينيتوين. أسباب اضطرابات الجهاز العصبي المركزي التي تصحبها الرأرأة:
  - رَنَح مُخيخي.
  - تشوه خياري.
  - تصلب لُويحي.
  - سكته دماغية.
  - نَزْف مِهاديّ.
  - إصابة في الرأس.
  - أورام.

### أسباب أخرى
- غير فيسيولوجية.
- عطل في العصب البَكَرِي.[26]
- أمراض الدهليز ( مرض منيير (Ménière's disease)، متلازمة تفرز الفتحة العلوية للنفيق الطبلي (Superior canal dehiscence syndrome)، دُوار الوَضْعة الانْتيابيُّ الحَمِيد (BPPV)، التهاب التِّيه).

### الكحول
المقالة الرئيسية: رأرأة الكحول الَوضَعية (Positional Alcohol Nystagmus).
يُستخدم فحص رأرأة الحملقة الأفقية من قبل رجال الشرطة في الولايات المتحدة لضبط السائقين تحت تأثير الكحول. و يشتمل الفحص على مراقبة بؤبؤ العين بينما تتبع هدف متحرك، ويعتبر الفحص إيجابياً في حال ملاحظة:
- الحركة غير سلسة.
- رأرأة واضحة ومُستدامة في أقصى درجات الانحراف.
- بداية الرأرأة قبل 45 درجة.

يلقى فحص رأرأة الحملقة الأفقية انتقادات شديدة وذلك لوجود أخطاء في منهجية الفحص وتحليله. و من جهة أخرى، تدعم الدراسات استخدامه كفحص ميداني لتقييم القيادة تحت تأثير الكحول عندما يكون مستوى الكحول في الدم بين 0,04 - 0,08 مقارنة بالفحوصات الميدانية الأُخرى.

## العلاج
جرت العادة على اعتبار الرأرأة الخِلقية غير قابلة للعلاج، ولكن في السنوات الأخيرة تم اكتشاف أدوية أظهرت نتائج واعدة. في عام 1980 وجد الباحثون أن عقار يسمى باكلوفين (backofen) يمكن أن يعالج الرأرأة الدورية بفعالية. في وقت لاحق، وُجِد أن مُضاد الاختلاج (Gabapentin) يسبب تحسُّن في نصف المرضى.
أدوية أخرى لعلاج الرأرأة:
- (memantine).[30]
- (ليفي تيرا سيتام).
- (3,4-diaminopyridine) (متوفر في الولايات المتحدة دون أي تكلفة للمرضى المستحقين مع الرأرأة السُّفلية ضمن إطار برنامج تحسين فرص الحصول [31][32]).
- (4-aminopyridine).
- (أسيتازولاميد).[33]

تم اقتراح العديد من الطرق العلاجية مثل العدسات اللاصقة،  الأدوية، الجراحة، إعادة تأهيل انخفاض الرؤية.
يهدف العلاج الجراحي للرأرأة الخِلقية إلى تعديل وضعيّة الرأس المنحرفة، أو محاكاة تباعُد مُفتعل (artificial divergence )، أو إضعاف عضلات المُقلة المستقيمة الجانبية (horizontal recti muscles). اكتملت الدراسات السريرية لعمليّة جراحية لعلاج الرأرأة (و تُعرف باسم بَضْع الوتر) في عام 2001، ويتم اليوم تنفيذ هذه العملية في مراكز عدة في مختلف أنحاء العالم. و ضع هذه العملية العالم (Louis F. Dell'Osso Ph.D) و تهدف العملية على الحد من تذبذبات العين وهذا بدوره يؤدي إلى تحسين حدة البّصر.
الوخز الإبري كعلاج للرأرأة ُتحيط به العديد من الأدلة المتناقضة، وتظهر فوائده خاصة عندما تشتمل نقاط الوخز على الرقبة، وبالتحديد على العضلة القصيَّة الترقويّة الخُشَّائيّة. فوائد الوخز بالإبر يشتمل على تقليل التردد وتخفيض سرعة المرحلة البطيئة مما يحسن من حدة النظر. وفقاً للطب المبني على المعايير، تعتبر الدراسات التي تؤيد الوخز الإبري ضعيفة ولا يمكن الاعتماد بشكل مؤكد على نتائجها.
و يُستخدم العلاج الطبيعي، بالتحديد العلاج الطبيعي العصبي، في علاج الرأرأة، ويتألف العلاج من تعلم استراتيجيات تعويضية.

## انتشار المرض
الرأرأة هي حالة سريرية شائعة نسبياً، وتؤثر على شخص واحد من بين بضعة آلاف. هناك دراسة استقصائية أُجريت في أكسفوردشاير في المملكة المتحدة وجدت أن بعمر السَنَتين واحد من كل 670 طفل يُظهِرون عَرَض الرأرأة. و في دراسة أخرى في الولايات المتحدة قدّرت ورود الرأرأة ب 24 لكل 100000 (~ 24،.٪)، مشيرة إلى معدل أعلى على ما يبدو بين الأوروبيين البيض من الأفراد من أصل آسيوي.

## أنظر أيضا
- رأرأة نواسية